# Hallstahammar (comune)
Hallstahammar è un comune svedese di 15 143 abitanti, situato nella contea di Västmanland. Il suo capoluogo è la cittadina omonima.
Hallstahammar è stato negli anni '50 un centro industriale di dimensioni interessanti e meta di una consistente immigrazione italiana. Si trova a 20 km dal capoluogo ed a 130 km dalla capitale Stoccolma raggiungibile in un'ora e mezzo con la ferrovia.

## Località
Nel territorio comunale sono comprese le seguenti aree urbane (tätort):
- Hallstahammar
- Kolbäck
- Sörstafors
- Strömsholm